# Август фон Сенарклен де Гранси
Август Людвиг, фрайхерр фон Сенаркле́н де Гранси́ (фр. Auguste Louis de Senarclens de Grancy; 19 августа 1794 — 3 октября 1871) — первенец из трёх сыновей и четырёх дочерей Сезара Огюста, барона фон Сенарклен де Гранси (родился в 1763 году) и его жены Элизабет Клодин Мари-Роз де Лориоль (родилась в 1773 году). Считается, что он был давним любовником Вильгельмины Баденской, великой герцогини Гессенской, и фактическим отцом императрицы России Марии Александровны и принца Александра Гессенского, предков королевских особ XX—XXI вв. Болгарии, Германии, Румынии, Сербии, Испании, Швеции, Великобритании и России.

## Жизнь
Он стал шталмейстером (конюшенным) Двора Людвига II, великого герцога Гессенского, генерал-майором и рыцарем Мальтийского ордена. Также утверждается, что он был биологическим отцом четверых детей жены своего работодателя и, следовательно, вероятным предком короля Испании Филиппа VI и короля Великобритании Карла III. Он также может быть прямым предком нескольких претендентов на престол: Александра, наследного принца Югославии, короля Румынии Михая и Георга Фридриха, принца Пруссии, наследника престола Германской империи, рухнувшей в конце Первой мировой войны.
Сенарклен де Гранси умер в Югенхайме 3 октября 1871 года.

## Брак и дети

### Предположительно от Вильгельмины Баденской
Людвиг II, великий герцог Гессенский, купил поместье Хайлигенберг недалеко от Югенхайма в 1820 году, в том же году назначил Сенаркленса де Гранси своим камергером. Жена Людвига II, великая герцогиня Вильгельмина Гессен-Дармштадтская ещё в 1815/1816 году пожелала иметь гофштальмейстера, подобно тому, как это сделала её сестра, королева Швеции Фридерика, жившая в изгнании в Карлсруэ. В 1818 году великая герцогиня представила Сенаркленса-Гранси в качестве своего конюшего графам Оттингам в Фюнфштеттене. Был майором в свите кавалерии графини с 14 октября 1825 года, затем с апреля 1830 года — лейтенант-полковник, его реальная функция заключалась в том, что он командовал лошадьми великой герцогини Вильгельмины.
В 1820—1824 годах, после почти десятилетнего перерыва совместного проживания с великим герцогом Людвигом II и при раздельном ведении хозяйства, великая герцогиня родила четверых детей, двое из которых достигли совершеннолетия: Александр, принц Гессенский и его сестра, принцесса Максимилиана Вильгельмина Огюст Софи Мари, которая позже стала императрицей Марией. Отцом этих детей, вероятнее всего, был Август Барон Сенаркленс-Гранси. Близкие личные отношения между ним и великой герцогиней, сходство предполагаемых отца и сына и непохожесть Александра на великого герцога Людвига II объясняет это. В своём завещании, которое великая герцогиня адресовала мужу, она просила принять Сенаркленса-Гранси к себе на службу, и великий герцог Людвиг II выполнил эту просьбу. Он также не отрицал своего отцовства и не пытался лишить наследства двоих детей, доживших до совершеннолетия.
Дети великой герцогини Вильгельмины, родившиеся после 1820 года:
- принцесса Амалия Элизабет Луиза Каролина Фридерика Вильгельмина (20 мая 1821 — 27 мая 1826).
- мертворожденная дочь (7 июня 1822 г.).
- принц Александр Людвиг Георг Фридрих Эмиль (15 июля 1823 — 15 декабря 1888), морганатически женился на графине Юлии Хауке, она и их дети были возведены в титул принцев Баттенбергских.
- принцесса Максимилиана Вильгельмина Огюст Софи Мари (8 августа 1824 — 3 июня 1880); будущая императрица, супруга Александра II.

### Брак с Луизой фон Оттинг и Фюнфштеттен
15 ноября 1836 года Сенарклен де Гранси женился на Луизе Вильгельмине Камилле фон Оттинг унд Фюнфштеттен (урожденная фон Шёнфельд; 24 мая 1810 года – 18 мая 1876 г.), которая была морганатическим потомком графов Пфальц-Цвейбрюккен и маркграфов Баден-Дурлаха/
- Баронесса Вильгельмина Мари (11 августа 1837 г. – 22 ноября 1912 г.), не вышла замуж
- Барон Людвиг (9 июня 1839 г. – 2 февраля 1910 г.) женился на Амалии Барбаре Лёв, иногда называемой Лёве.
- Баронесса Мария Вильгельмина (9 июня 1840 г. – 5 июля 1908 г.) вышла замуж за Людвига Генриха Гессе, иногда пишется как Гесс.
- Барон Генрих Адольф Максимилиан Людвиг (31 июля 1845 г. – 17 января 1908 г.), не женился.
- Барон Альберт Людвиг Фридрих (9 февраля 1847 г. – 20 января 1901 г.) женился на Антуанетте де Сенарклен де Гранси, двоюродной сестре.
- Баронесса Констанс Мария Вильгельмина (11 сентября 1852 г. – 9 марта 1933 г.) вышла замуж за Карла фон Эрцена.